# Frank Loughran
Francis Patrick Loughran (ur. 31 stycznia 1931 w Belfaście, zm. 11 stycznia 2008 w Melbourne) – australijski piłkarz pochodzenia północnoirlandzkiego grający na pozycji pomocnika, pionier piłki nożnej w Australii, reprezentant kraju, olimpijczyk z Melbourne 1956.

## Kariera piłkarska
Frank Loughran wychowyał się w Ardoyne, dzielnicy Belfastu, gdzie grał w amatorskiej drużynie FC Brantwood. W 1954 roku wyjechał wraz z żoną Lily i dwoma synami do Australii, gdzie wraz ze szwagrem Andym założył klub FC Moreland, w barwach którego występowali w rozgrywkach stanu Wiktoria, w których zadebiutował dnia 3 kwietnia 1954 roku na Fawkner Park w South Yarra, gdzie Loughran strzelił gola w wygranym przez jego zespół meczu 7:1.
W drużyną wygrał w 1957 roku na Olympic Park Stadium w Melbourne Dockerty Cup pokonując w finale 2:1 Brunswick Juventus, a Loughran strzelił zwycięską bramkę. W tym samym roku również z drużyną awansował do Victorian State League.
W klubie występował do zakończenia swojej piłkarskiej kariery w 1961 roku.

## Kariera reprezentacyjna
Frank Loughran w latach 1955–1958 rozegrał 8 meczów w reprezentacji Australii, w której zadebiutował dnia 23 września 1955 roku na Brisbane Cricket Ground w Brisbane w przegranym 0:3 meczu towarzyskim przeciwko reprezentacji RPA. Brał z reprezentacją udział na igrzyskach olimpijskich 1956 w Melbourne, gdzie reprezentacja zakończyła udział w ćwierćfinale po przegranej 2:4 z reprezentacją Indii, a Loughran dnia 27 listopada 1956 roku strzelił swoją pierwszą bramkę dla reprezentacji w wygranym 2:0 meczu z reprezentacją Japonii. Swoją ostatnią bramkę dla reprezentacji strzelił dnia 16 sierpnia 1958 roku na Basin Reserve w Wellington w wygranym 3:2 meczu z reprezentacją Nowej Zelandii, przeciwko której dnia 23 sierpnia 1958 roku na Carlaw Park w Aucklandzie rozegrał swój ostatni mecz w reprezentacji, który zakończył się remisem 2:2.
Grał również w reprezentacji Australii B, w której rozegrał ponad 30 meczów i strzelił 22 gole, w której ostatni mecz rozegrał dnia 16 maja 1959 w przegranym 1:7 meczu przeciwko Heart of Midlothian w ramach tournée tego klubu.
Loughran za swój wkład w australijskiej piłce nożnej został wprowadzony do Australian Football (Soccer) Hall of Fame w lutym 1999 roku oraz odznaczony Medalem Doskonałości.
| Mecze i gole w reprezentacji | Mecze i gole w reprezentacji | Mecze i gole w reprezentacji | Mecze i gole w reprezentacji | Mecze i gole w reprezentacji | Mecze i gole w reprezentacji | Mecze i gole w reprezentacji |
|                              | !Data                        | Miasto                       | Przeciwnik                   | Gol                          | Wynik                        | Rozgrywki                    |
| ---------------------------- | ---------------------------- | ---------------------------- | ---------------------------- | ---------------------------- | ---------------------------- | ---------------------------- |
| 1.                           | 03.09.1955                   | Brisbane                     | Południowa Afryka            |                              | 0:3                          | towarzyski                   |
| 2.                           | 10.09.1955                   | Melbourne                    | Południowa Afryka            |                              | 0:2                          | towarzyski                   |
| 3.                           | 17.09.1955                   | Adelaide                     | Południowa Afryka            |                              | 0:8                          | towarzyski                   |
| 4.                           | 27.11.1956                   | Melbourne                    | Japonia                      | Gol                          | 2:0                          | igrzyska olimpijskie 1956    |
| 5.                           | 01.12.1956                   | Melbourne                    | Indie                        |                              | 2:4                          | igrzyska olimpijskie 1956    |
| 6.                           | 12.12.1956                   | Sydney                       | Indie                        |                              | 1:7                          | towarzyski                   |
| 7.                           | 16.08.1958                   | Wellington                   | Nowa Zelandia                | Gol                          | 3:2                          | towarzyski                   |
| 8.                           | 23.08.1958                   | Auckland                     | Nowa Zelandia                |                              | 2:2                          | towarzyski                   |

## Sukcesy piłkarskie

### FC Moreland
- Awans do Victorian State League: 1957
- Dockerty Cup: 1957

## Po zakończeniu kariery
Frank Loughran był w sztafecie noszącej znicz olimpijski podczas ceremonii otwarcia letnich igrzysk olimpijskich 2000 w Sydney. Zmarł 11 stycznia 2008 w Melbourne po krótkiej chorobie w wieku 77 lat.